# Jíra z Roztok
Jíra z Roztok († 1413) byl český šlechtic a dvořan krále Václava IV. Zastával zejména úřad křivoklátského purkrabího, královského podkomořího a vedoucího dvorské stavební huti.

## Kariéra
Jírovým otcem byl Petr z Roztok, který svůj přídomek odvozoval od Roztok poblíž Křivoklátu. Do panovnických služeb Jíra vstoupil v době vlády Karla IV., ale jeho funkce z té doby jsou neznámé. První doloženou funkcí byl v roce 1380 úřad purkrabího na Křivoklátě. O dva roky později patřil mezi královské rádce, snad i členy královské rady, a byl administrativním vedoucím dvorské stavební hutě. V roce 1384 se stal královským podkomořím. Funkci křivoklátského purkrabího opustil v roce 1385, ale ještě předtím jej panovník za vynikající služby, pracovní horlivost a poctivost povýšil do panského stavu. Potvrdil mu erbovní znamení (černou vránu ve stříbrném poli) a povolil mu i jeho potomkům v erbu používat hermelín jako pokryvadlo helmy. V období 1393–1400 byl nejvyšším hofmistrem královny Žofie a v letech 1399–1400 zastával úřad purkrabího na Karlštejně. V roce 1400 odešel z dvorských služeb a začal se věnovat především správě svého majetku. Zemřel v roce 1413.

## Majetek

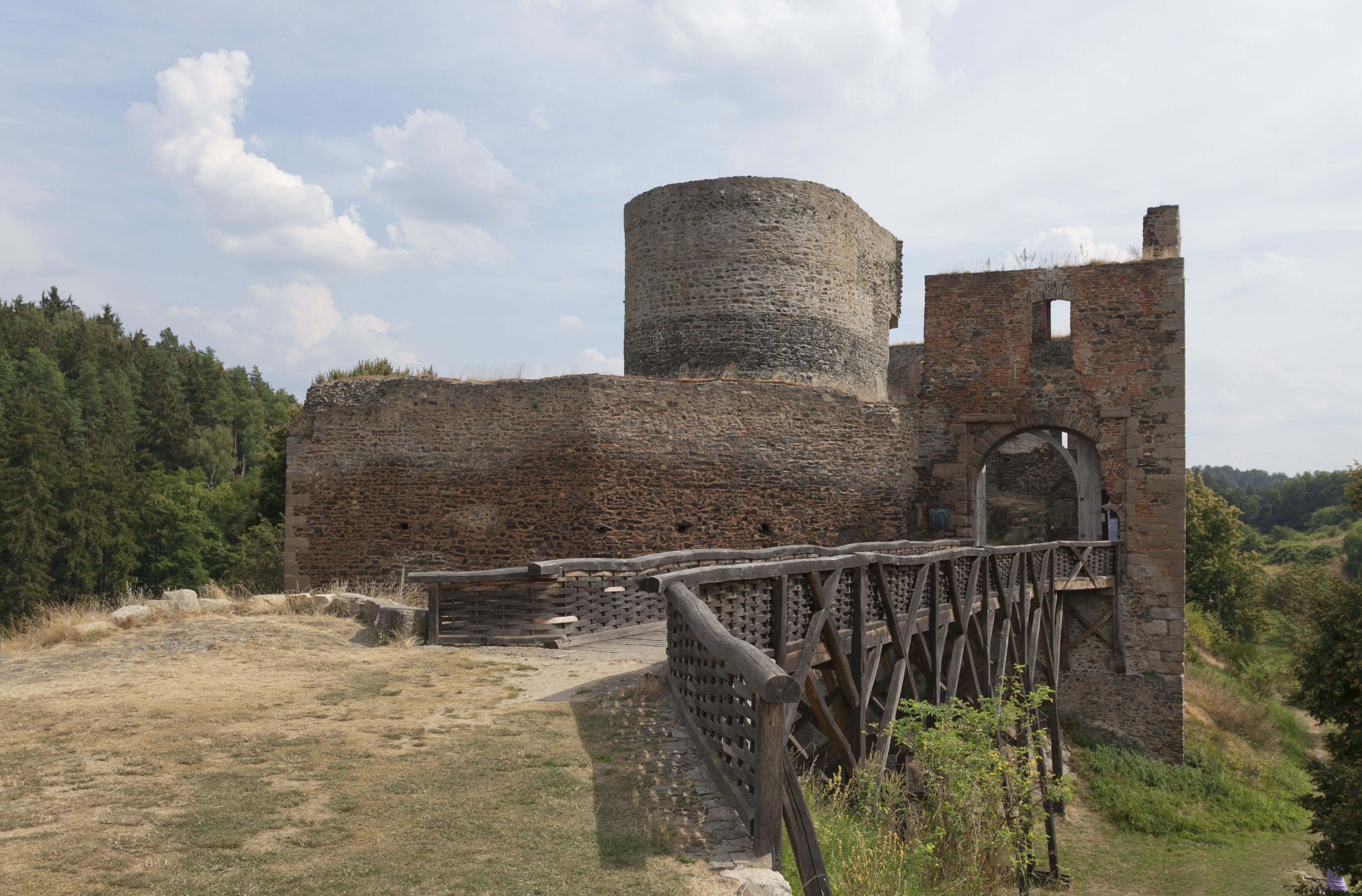
Zřícenina Krakovce

Jádrem Jírova majetku se stalo krakovské panství, které získal na začátku osmdesátých let čtrnáctého století, nejspíše v roce 1381. Nedaleko Krakova si na místě staršího panského sídla založil hrad Krakovec, na jehož stavbě se významně podílela jím vedená dvorská huť. Z neznámých důvodů (snad kvůli dluhům) musel hrad v roce 1410 prodat Jindřichu Leflovi z Lažan.

## Odraz vkultuře
Jíra se objevuje v alegorické básni Nová rada Smila Flašky z Pardubic. Má v ní podobu vrány, která panovníkovi radí, jak má hospodařit.